# Exorcismus
Exorcismus (La posesión de Emma Evans en espagnol) est un film d'horreur espagnol réalisé par Manuel Carballo et sorti en 2011. Il raconte l'histoire fictive de la possession de Emma Evans. 

## Synopsis
Emma Evans, jeune adolescente de quinze ans, est victime de crises très violentes. La science est incapable de l'aider. Les parents d'Emma confient l'exorcisme de leur fille au père Christopher, l'oncle d'Emma.

## Distribution
- Sophie Vavasseur : Emma Evans
- Stephen Billington : Père Christopher
- Doug Bradley : Père Ellis
- Tommy Bastow : Alex
- Richard Felix : John Evans
- Anne Stockham : Lucy Evans
- Lazzaro Oertli : Mark Evans